# České sekce ve Francii
České sekce ve Francii vznikly roku 1990, navázaly na sekce československé, které byly zřízeny za první republiky na třech středních školách – Lycée Carnot v Dijonu, Lycée Claude Debussy v Saint-Germain-en-Laye a Lycée Alphonse Daudet v Nîmes.
Původní[kdy?] sekce byly určeny pro nadané děti z celého Československa, studium bylo tříleté, ukončené francouzskou maturitou. Sekce (z francouzského „section“) znamená „oddělení“. Název už se vžil, přestože není úplně přesný, protože studenti nebyli umisťováni společně do zvláštního oddělení. Byli zařazováni – po jednom či maximálně po dvou – do tříd, kde studovali francouzští středoškoláci. Stipendium bylo jednostranné, poskytovala ho francouzská vláda coby pomoc mladé republice – možnost studovat měly dostat nadané děti, i ty ze sociálně slabších rodin. Absolvovalo ho zhruba deset studentů na sekci a na ročník. Na československé straně zajišťovalo organizaci (dokumenty, pojištění, cesty) ministerstvo školství, studenty doprovázeli českoslovenští pedagogové vysílaní ministerstvem školství. Pobývali se studenty po celý rok ve Francii, zprostředkovávali různé úřední záležitosti.
Od počátku šlo o politický projekt (viz níže, v části Politické pozadí), od něhož si Francie slibovala posílení svého vlivu ve střední Evropě, kdežto Československo vyjadřovalo svou přináležitost k západním demokraciím. V roce 1990 se však situace v Československu, ještě před rozpadem republiky v roce 1993, začala komplikovat. Česká strana projevila o pokračování tradice zájem, zatímco slovenská strana nikoli – hledala vlastní cestu. Také na francouzské straně nebyly postoje neměnné. K určitému zlomu došlo v roce 2010 v souvislosti s reorganizací školství ve Francii a změněnému vnímání nových členských států EU. Postupně se měnil jak způsob výběru studentů, tak financování a organizace studia.

## 1920–1973: Sekce československé
Vznik. První československá sekce byla v roce 1920 otevřena v Lycée Carnot v Dijonu (zprvu chlapecké lyceum), v roce 1923 vznikla dívčí sekce v Lycée Claude Debussy v Saint-Germain-en-Laye, a v roce 1924 byla zřízena další chlapecká sekce v Lycée Alphonse Daudet v Nîmes. Výlučně chlapecká či dívčí gymnázia byla postupně ve Francii rušena, v současnosti existuje pouze smíšené střední školství.
Místa pobytu. Vybrána byla ministerstvem v Paříži. Při rozhodování se zvažovaly důvody geografické: burgundský Dijon byl v půli cesty mezi Paříží a Prahou, politickoekonomické (Dijon byl před válkou silně ovlivňován německým prvkem, příliv středoevropských studentů měl představovat protiváhu, hlavní investor první Československé republiky, burgundský rodák Eugène Schneider, se stal majoritním vlastníkem akcií Škodovky a preferoval Dijon). Významné byly i důvody kulturněhistorické – v Burgundsku nebyly české a slovenské země neznámé, kulturní spolupráce byla dlouholetá, nezačala až ve dvacátém století.
Svou roli sehrály názory známých osobností, jako byli např. Ernest Denis nebo Edvard Beneš, který v Dijonu vystudoval práva. Oba se vyslovili pro Dijon.
Dalším kritériem byla kapacita a vybavenost školského zařízení, velikost obce – nebylo žádoucí umisťovat studenty do velkoměstského prostředí, dále eventuální existence jiných sekcí (proto bylo vyloučeno Nancy, kde byla plánována sekce pro polské studenty, anebo Lille, které cílilo na studenty ruské).
Lokální autority v Dijonu a v Saint-Germain-en-Laye údajně ve dvacátých letech neprojevovaly z povinnosti přijmout československé studenty nadšení, přijetí v Nîmes prý bylo naproti tomu od samého počátku vřelejší, což se ukázalo později být důležité pro přežití sekcí (podrobněji viz Znovuotevření sekcí: 1990–2010)
Vlivem času byli studující z Československa vnímáni pozitivněji, i když se přístup k nim měnil v závislosti na měnící se mezinárodně politické situaci. Slušné studijní výsledky a pozdější kariéry absolventů přispěly k dobrému renomé. Někteří absolventi se proslavili, nejen na československé úrovni. Slavní a často zmiňovaní jsou kupříkladu Jiří Voskovec, Čestmír Císař, Václav Jamek, Zdeněk Troška, ale zajímavých osobností bylo více.
Financování pobytů a výběr studentů. Sekce byly zřízeny pro stipendisty francouzské vlády. Stávalo se, že se na lyceum hlásily děti československých pracovníků v zahraničí a už za první republiky pomáhaly údajně pobyty (spolu)financovat firmy. Některé bohatší rodiny studium svým dětem platily.
Vždy však převažovali řádní stipendisté, kteří byli vybíráni výhradně podle studijních výsledků po prvním pololetí v prvním ročníku československých středních škol. (Podmínkou účasti v konkurzu byla výborná z francouzštiny a vyznamenání). Konkurzy se konaly v krajích a v hlavních městech, aby byla rovnoměrně zastoupena celá republika. Adepti prošli dvěma koly, hodnocení prováděla francouzsko-československá komise. Počet stipendistů kolísal podle momentálního politického dění, v nejlepších letech jich bylo v každé sekci dvanáct.
Osudy absolventů. Nejsou známy, nebyla jim ze strany veřejnosti věnována zvláštní pozornost, i když občasné zmínky se v médiích objevovaly. Nejznámější jsou prvorepublikoví absolventi, nejméně známé jsou osudy studentů z šedesátých let.
První větší souhrnnou prací na téma sekcí je kniha Jiřího Hnilici Fenomén Dijon (viz Literatura).
Obecně se snad dá konstatovat, že bývalí studenti sekcí nebyli perzekvováni, většina z nich si vybudovala obstojné kariéry, někteří studium ve Francii nestavěli na odiv, protože se obávali předsudků, jež panovaly jak v Československu, tak ve Francii, a sílily či slábly v závislosti na politické situaci v obou zemích.
V roce 2009 založilo několik mladších absolventů Association des anciens élèves des sections tchèques et tchécoslovaques de Dijon, de Nîmes et de Saint-Germain-en-Laye (Spolek bývalých studentů z Dijonu, Nîmes a Saint-Germain-en-Laye), na svých webových stránkách publikují medailonky absolventů z polistopadové éry. Významným absolventem je např. Stanislav Štech (pozdější ministr školství) anebo Lukáš Macek (ředitel nově zřízené školy Sciences Politiques v Dijonu). Spolek se snaží zvýšit povědomí o sekcích a informovat potenciální kandidáty na studium.
Osudy sekcí. Osudy jednotlivých sekcí se lišily a byly velmi spletité. (Viz odkazy na lycea.) Za druhé světové války byly některé sekce zrušeny, po válce obnoveny, v roce 1948 opět zrušeny, za Pražského jara v roce 1967 obnoveny, v roce 1973 opět (potřetí) zrušeny, v roce 1990 obnoveny jakožto sekce české, viz níže.

## 1990–dosud: Sekce české

### 1990–2010
Znovuotevření dvou sekcí. Změna názvu. Už v roce 1989 nastolil otázku sekcí ministr zahraničí Jiří Dienstbier, nejvíce se ale o znovuotevření zasadil Čestmír Císař při oficiální návštěvě Francie. Kvůli nezájmu lokálních činitelů nebyla obnovena sekce v Saint-Germain-en-Laye na Lycée Claude Debussy. Naproti tomu nikde nebyly námitky proti oddělení na Lycée Daudet v Nîmes ani na Lycée Carnot v Dijonu.
Potíže bylo nutno řešit jak na francouzské, tak na československé straně. Od roku 1968 totiž školská agenda spadala pod samostatná ministerstva školství v České a Slovenské republice, nebyla společná federální úroveň. Ministerstvo zahraničí po roce 1989 společné bylo, jenže někteří slovenští aktéři jednání je nepřijali za své a žádali vlastní ministerstvo zahraničí, které by nebylo na českou stranu vázáno. Z těchto spletitostí vzešly tři bilaterální smlouvy, k jejichž podepsání došlo za druhé návštěvy Françoise Mitteranda v Praze.
Proto byly v roce 1990 sekce obnoveny pouze coby „české“. (Slovenští činitelé vyvinuli vlastní iniciativy, dosáhli založení slovenské sekce v Bordeaux, jež časem zanikla pro nezájem studentů. Důvod výběru Bordeaux, viz Hnilica, s. 353) Vše se událo ještě před rozpadem Československa.
České sekce fungovaly do roku 2013 zhruba podle prvotního modelu, tzn. stipendia byla jednostranná – poskytovaná francouzskou vládou, tříletá, ukončená maturitou uznávanou v České republice. První informace o možnosti studia dostávali studenti v prvním ročníku středních škol, podmínkou kandidatury byl i nadále výborný prospěch (přesněji vyznamenání a jednička z francouzštiny) a úspěch v dvoukolovém konkurzu hodnoceném francouzsko-českou komisí.

### 2010–2013
Způsob fungování byl změněn až v roce 2013, ale zrod reorganizace spadá už do roku 2010, kdy ve Francii začalo přehodnocování francouzských i českých institucí zřízených či reorganizovaných po roce 1989 (CEFRES, České centrum v Paříži, Francouzský institut, České sekce ve Francii, francouzská oddělení na gymnáziích v ČR). Velvyslanectví Francie znovunastolilo otázku jednostrannosti poskytování stipendií a smysluplnosti takovéto instituce v nové době, kdy navíc výuka francouzštiny klesala. (Stoupala – tentokrát z ekonomických příčin, protože v zemi se etablovalo mnoho ruských podniků – výuka ruštiny.)
Česká strana měla jakožto argument jen sílu tradice, rozdíly v povaze vzdělání, etický rozměr celé záležitosti, kariéry a nadšení absolventů. Už zmíněný Spolek bývalých studentů českých sekcí ve Francii projevil velké úsilí a vyvolal velkou mediální kampaň, díky níž české sekce v nové podobě přežily.

### 2013–současnost
Došlo ke změnám ve výběru studentů, více se na něm podílí česká strana, je vyžadována vyšší spoluúčast studentů (sociálně slabší kandidáti mohou požádat o příspěvek nově zřízený Lycejní stipendijní fond), příspěvek poskytuje také Velvyslanectví Francie v Praze. Základním požadavkem zůstává dobrý prospěch kandidátů, nově je u konkurzu požadována zkouška z matematiky, hlásit se mohou rovněž žáci devátých tříd. Stále jde o studium mimořádně přínosné, tříleté stipendium zakončené maturitou uznávanou v ČR, což je podstatný rozdíl oproti jiným – komerčně zaměřeným – jazykovým pobytům, které navíc nejsou včleněny do českého vzdělávacího systému.

## Politické pozadí sekcí

### Mezi dvěma světovými válkami
Po první světové válce vznikly v roce 1918 ve střední Evropě nové státy, mj. Československo. Hledaly spojence, kteří by jim pomohli při vytváření nových struktur státu, a očekávaly od nich záštitu i v otázkách zahraniční bezpečnosti.
Československo se za první republiky (1918–1938) výrazně orientovalo na Francii. Podle francouzského vzoru byly organizovány úřady, pošta, policie, armáda, četnictvo. Příklon k Francii vyjadřoval vůli zůstat v západní civilizaci a zároveň touhu po rovnováze – měl být vyvážen německý vliv, z něhož byly obavy. (I nevyřešené vztahy s Německem vedly k první světové válce.) Mezi politickými elitami a veřejností vládla v tomto ohledu víceméně shoda, a to vysvětluje obrovský československý zájem o studium ve Francii i obrovský zájem o studium francouzštiny vůbec. Byla posílena výuka francouzštiny na československých školách, vznikl Francouzský institut v Praze (původně Institut Ernesta Denise).
Na francouzské straně byla zjevná podpora ze strany nejvyšších vládních míst, Francie také hledala spojence a možnost rozšíření svého vlivu ve střední Evropě. Opírala se o názory některých známých čechofilů (zejména Ernesta Denise), veřejné mínění možná bylo méně nadšené než na československé straně (viz zmínka o neochotě lokálních úřadů v Saint-Germain-en-Laye výše), pokud vůbec o vzniku Československa mělo ponětí. Celkem však bylo toto meziválečné období, které je už dostatečně popsané a zmapované, zlatým věkem vzájemných vztahů.
Mnichovská dohoda v roce 1938 způsobila prudké ochlazení na obou stranách, stejně jako druhá světová válka, která následovala (1939–1945).
Pokud jde o sekce, ty kopírovaly mezinárodní politickou situaci. Po mnichovské dohodě byly postupně likvidovány, za druhé světové války byly zavřené.

### Studená válka
Tímto názvem se označoval ideologický a politický konflikt mezi „Západem“ a „Východem“ v období přibližně od konce druhé světové války do pádu komunistických režimů východního bloku v devadesátých letech dvacátého století.
V roce 1945 československé vládní kruhy deklarovaly vůli pokračovat v orientaci na Západ. Francouzská strana v roce 1945 rovněž měla v úmyslu udržet si vliv ve střední Evropě. Rozhovory o znovuotevření československých sekcí proběhly už před koncem války, byla podepsána nová dohoda a sekce byly opět otevřeny. Atmosféra v československé společnosti ale už byla jiná, veřejnost žila „mnichovskou zradou“ a sympatie k Francii i k francouzštině slábly.
Po únoru 1948 se změnil i postoj nejvyšších československých míst. Československo se přesunulo do východního bloku vedeného Sovětským svazem.
Dohoda s Francií byla z československé strany vypovězena, československé sekce byly podruhé uzavřeny.
Československý režim byl v padesátých letech – době stalinismu – silně represívní, nestalinisté byli tvrdě pronásledováni.
Vše bylo represívním systémem ovlivněno, i vzdělávací systém a výuka jazyků. Prvním vyučovacím (a povinným) jazykem se stala ruština, francouzština se sice vyučovala jako volitelný jazyk, ale s malým počtem hodin a ne vždy valnou úrovní. Počty studentů klesly.
Z hlediska oficiálních československo-francouzských vztahů byla padesátá léta obdobím plným tenzí a vzájemného osočování.

### Šedesátá léta, prezidentDe Gaullea jeho politikadétente
V šedesátých letech se československo-francouzské vztahy zlepšily, vzdor stále probíhající světové studené válce. Vyplynulo to z politiky generála Charlese De Gaulla, jenž se stal francouzským prezidentem. Odmítl podřízené postavení Francie vzhledem k USA, byl proti vstupu Británie do Evropského hospodářského společenství. Hodlal z Evropy učinit třetí mocenské centrum (vedle Spojených států a Sovětského svazu), a to na základě karolinské koncepce. V této koncepci, inspirované říší Karla Velikého, by rozhodující role připadla Francii podporované Německem, Británie by zůstala mimo. De Gaulle položil základy francouzsko-německého spojenectví, které vydrželo do začátku osmdesátých let. Dne 22. 1. 1963 podepsal spolu s Konradem Adenauerem, s nímž ho prý pojilo ryzí přátelství,  Elysejskou smlouvu o francouzsko-německém přátelství.
Francie vystoupila z vojenských struktur NATO a zahájila vlastní a vstřícnější politiku vůči sovětským satelitům.
Záhy se to promítlo do existence československých sekcí. V roce 1964 se opět počalo jednat o obnovení. Došlo k zajímavé osobnostní konstelaci, kdy jednotlivci dokázali dosáhnout zlepšení vztahů. Na francouzské straně působil ve prospěch sekcí jeden z nejbližších De Gaullových spolupracovníků Christian Fouchet, válečný letec, rodák ze Saint-Germain-en-Laye. Na československé straně se ve prospěch sekcí angažoval zejména absolvent Carnotova lycea Čestmír Císař, který se v roce 1963 stal ministrem školství. Důležitým aktérem dění byl dále frankofonní a frankofilní Jiří Hájek, pozdější ministr zahraničních věcí a budoucí mluvčí Charty 77. Výsledkem jejich snah bylo znovuotevření Lycée Carnot, v roce 1967 Lycée Claude Debussy, v roce 1969 Lycée Daudet.

### Rok1968,Invaze vojsk Varšavské smlouvy
Po invazi sovětských vojsk nastal obrat. Na československé straně se vytratil zájem o udržení sekcí, již studujícím bylo nicméně umožněno dostudovat. V roce 1973 byly sekce potřetí ve dvacátém století uzavřeny. Zůstaly zavřené až do roku 1990.

### Listopad 1989, sametová revoluce
Po pádu komunistického režimu došlo k přehodnocování mezinárodně politické orientace. Prvním cílem bylo vymanit se ze sovětského vlivu a zařídit odchod sovětských vojsk z československého území.
Zároveň se uvažovalo o potenciálních spojencích, oko opět padlo na Francii, předchozí vazby byly živé. Tehdejší francouzský prezident byl výrazně nakloněn osobnostem pražského jara (známá Snídaně s disidenty) a disentu. Václav Havel se klonil k Mitterandově myšlence celoevropské federace. Ve věci sekcí se nejvíce angažoval několikrát zmíněný Čestmír Císař.
V kontextu českých sekcí jsou důležité tři bilaterální smlouvy, které byly podepsány ministry Jiřím Dienstbierem a Rolandem Dumasem dne 13. 9. 1990 v Praze, stalo se tak během druhé návštěvy Françoise Mitteranda. Přibyla k nim Smlouva o porozumění a přátelství podepsaná 1. 10. 1991 při další Mitterandově návštěvě, kdy oba prezidenti – François Mitterand a Václav Havel – slavnostně otevřeli renovovaný Francouzský institut ve Štěpánské 35. Francouzský institut poté zažil druhé období mimořádného rozkvětu, které trvalo zhruba dvacet let, i když se zanedlouho týkalo jen České republiky, viz níže. Jeho knihovna se stala centrem dění, jazykové centrum nestíhalo uspokojovat zájem veřejnosti o studium francouzštiny. V obou státech se mladým lidem naskytly nebývalé studijní příležitosti.

### Zánik Československav roce 1993, vznikČeské republiky
Výše popsaný rozkvět probíhal od roku 1993 jen v České republice. (Slovensko zvolilo vlastní cestu. Týkal se však pouze kulturně vzdělávací oblasti, nedoprovázel ho rozkvět politickohospodářské spolupráce.
V první fázi po roce 1989 byly akčnější nefrancouzské firmy, které uspěly při privatizaci automobilky Škoda v Mladé Boleslavi, ČSA, později při dostavbě Temelína. V další fázi v ČR uspěla Komerční banka, Veolia a v současnosti i řada dalších firem.
V prvních letech polistopadové éry však z francouzského hlediska hospodářská spolupráce nebyla valná. Příčiny zatím nebyly analyzovány, zdá se, že se střetly nereálné představy obou zemí o výši investic, o vstřícnosti nepolitické obce, nedostatečně informovaná byla francouzská veřejnost, tudíž i podniky, jimž postkomunistické země splývaly v jednolitý blok hospodářsky zaostalých a mentalitou si podobných zemiček, kde se čas od času vymkl z davu odvážnou akcí nějaký disident. Na české/slovenské straně pak žily přehnané naděje co do důležitosti střední Evropy pro Francii. Určitě se však střetl tradičně byrokratický francouzský přístup opírající se o hierarchické struktury (postup přes ministerstva a ambasády) s pragmatickým uvažováním například německých firem, které ČR znaly lépe a za občas zmatečné porevoluční situace působily přímo „v terénu“ a dokázaly překonat i historickou zátěž.
České/slovenské firmy ovšem v prvním desetiletí také neměly snadný přístup na francouzský trh a Francie si – na rozdíl od ČR, která se naprosto otevřela – chránila pracovní trh.

### Vstup ČR doNATOv roce 1999
Kromě návratu k evropským západním demokraciím se Česká republika po roce 1989 hlásila také k euroatlantickému spojenectví a vstoupila do NATO. V západních zemích to bylo hodnoceno různě. (Francie se taktéž v devadesátých letech vrátila do vojenských struktur NATO, první kroky k návratu podnikl Jacques Chirac, dílo dokončil Nicolas Sarkozy, a dnes je Francie v daleko silnějším a vyhraněnějším postavení, než měla v padesátých letech: NATO bylo založeno v roce 1949.) Sekcí se tento vstup nedotkl.

### Vstup ČR do Evropské unie v roce 2004
Vstup do EU měl naproti tomu na sekce dopad, a to v mnoha ohledech. V ČR se změnila legislativa, studentům se otevřely další možnosti studia ve Francii. Francouzské vysoké školy nabízely zajímavé stáže, Francie se snažila přitáhnout „mozky“ zejména z technických oborů, ale také přírodovědných, lékařských. Překážkou pro studenty byla často jen jazyková bariéra.
Ve Francii proběhla ve státní správě reorganizace. Školství bylo decentralizováno, četné pravomoci přešly na regiony, změnilo se financování škol, a regionální rady si velmi rozmýšlely, komu přednostně poskytnout finance. Také zahraničně politické aktivity byly nově promyšleny a zorganizovány.
Francie měla nadále v úmyslu prosazovat francouzský jazyk a francouzskou kulturu, jenže „pomoc Východu“ chtěla strukturovat jiným způsobem, přála si podporovat francouzská oddělení místních školských zařízení (v ČR fungují gymnázia, kde je výuka odborných předmětů vedena ve francouzštině – např. Gymnázium Jana Nerudy v Praze) a obecně posílit výuku francouzštiny v ČR. Preferovala studenty přírodovědného a technického zaměření.
Zásadní českou námitkou bylo, že důležitá není pouhá jazyková vybavenost absolventů gymnázií, důležitější je působení francouzského prostředí a francouzského myšlení. Studium na francouzské škole v ČR (s českými osnovami) neposkytuje stejné vzdělání jako studium na francouzském gymnáziu ve Francii.

### Ekonomická krize v roce 2008
Celosvětová krize dorazila do ČR se zpožděním, kdežto ve Francii se velmi rychle znovu vynořily pochyby o účelnosti a efektivitě poskytování středoškolských stipendií. V roce 2010 byla opět nastolena otázka nebytí sekcí, jakož snad i Francouzského institutu a dalších institucí, a byly dojednány nové podmínky spolupráce (viz České sekce 2010–2013).

### Současnost
Sekce prosperují, je těžké nastínit další vývoj, lze očekávat, že existence sekcí bude jako doposud kopírovat politický vývoj a bude ovlivněna osudy EU. Aktuální v tomto okamžiku[kdy?] má být obnovená Elysejská smlouva, jednají o ní Emmanuel Macron a kancléřka Angela Merkelová.